# Serrachionaspis phragmitis
Serrachionaspis phragmitis är en insektsart som beskrevs av Young 1986. Serrachionaspis phragmitis ingår i släktet Serrachionaspis och familjen pansarsköldlöss. Inga underarter finns listade i Catalogue of Life.